# Wesley Bakermans
Wesley Bakermans (Eindhoven, 12 december 1990) is een Nederlands voetballer. Hij speelde op 23 april 2010 tegen Telstar zijn tot nu toe enige wedstrijd in het betaalde voetbal. Voordat hij naar FC Eindhoven kwam speelde hij in de jeugd bij RKVV Tongelre. Op 2 januari 2010 maakte het Eindhovens Dagblad bekend dat Bakermans weg is bij FC Eindhoven. Hij wil meer aan spelen toekomen en hoopt zich te kunnen overschrijven naar de amateurs van Vv Brabantia, tevens uit Eindhoven.

## Carrière
| Seizoen | Club         | Wedstrijden | Doelpunten | Competitie     |
| ------- | ------------ | ----------- | ---------- | -------------- |
| 2009/10 | FC Eindhoven | 1           | 0          | Eerste Divisie |
| 2010/11 | FC Eindhoven | -           | -          | Eerste Divisie |
| Totaal  |              | 1           | 0          |                |